# Nacrita
La nacrita es un mineral de la clase de los filosilicatos, y dentro de esta pertenece al llamado “grupo de la serpentina”. Fue descubierta en 1807 en una mina de Brand-Erbisdorf en el distrito de Freiberg, en los montes Metálicos del estado de Sajonia (Alemania), siendo nombrada así del francés nacre, que significa nácar, en alusión a su lustre.

## Características químicas
Es un filosilicato de aluminio hidroxilado, con capas de caolinita, como otros miembros del grupo de la serpentina.
Es polimorfo de los minerales dickita, halloysita y caolinita, con la misma fórmula química pero que cristalizan en otros sistemas cristalinos.

## Formación y yacimientos
Aparece como mineral secundario de origen hidrotermal, en el mismo ambiente que la caolinita o la dickita.
Suele encontrarse asociado a otros minerales como: caolinita, dickita, mica o cuarzo.